# 7-ма бригада територіальної оборони (Польща)
7-ма Поморська бригада територіальної оборони (') — військове з'єднання військ територіальної оборони Війська Польського. Бригада дислокується у м.Гданськ Поморського воєводства.

## Структура
- штаб бригади, Гданськ
- 71 батальйон легкої піхоти, Мальборк
- 72 батальйон легкої піхоти, Косьцежина
- 73 батальйон легкої піхоти, Слупськ

## Командування
- командор Томаш Ласковський[1]